# Wiese
El río Wiese es un afluente derecho del Rin en el sur de Baden-Wurtemberg, Alemania.

## Etimología
Etimológicamente no tiene nada que ver con la palabra Wiese que significa en alemán y alemánico prado, sino que viene de una raíz europea antigua vis, is-, que significa agua o aguas. (Hans Krahe: Unsere ältesten Flußnamen = Nuestros nombres de ríos más antiguos, Editorial Harrassowitz, Wiesbaden, 1964, 123 pp).

## Recorrido
Nace en el monte Feldberg en la Selva Negra muy cerca de la aldea Feldberg. Fluye a través del valle del Wiese (en alemán: Wiesental) al que dio su nombre. Después del manantial en la Alta Selva Negra fluye a través de ciudades y municipios que pertenecen al distrito de Lörrach hasta que llega a Riehen en Suiza y finalmente desemboca en el Rin entre los barrios de Kleinhüningen y Klybeck de Basilea.

## Poesía
En 1803 Johann Peter Hebel publicó su poema Die Wiese. Die es el artículo femenino singular, ya que la palabra alemana Wiese es un sustantivo femenino. En este poema personifica al río y lo llama Feldbergs liebligi Tochter (alemánico para: hija melosa del Feldberg).

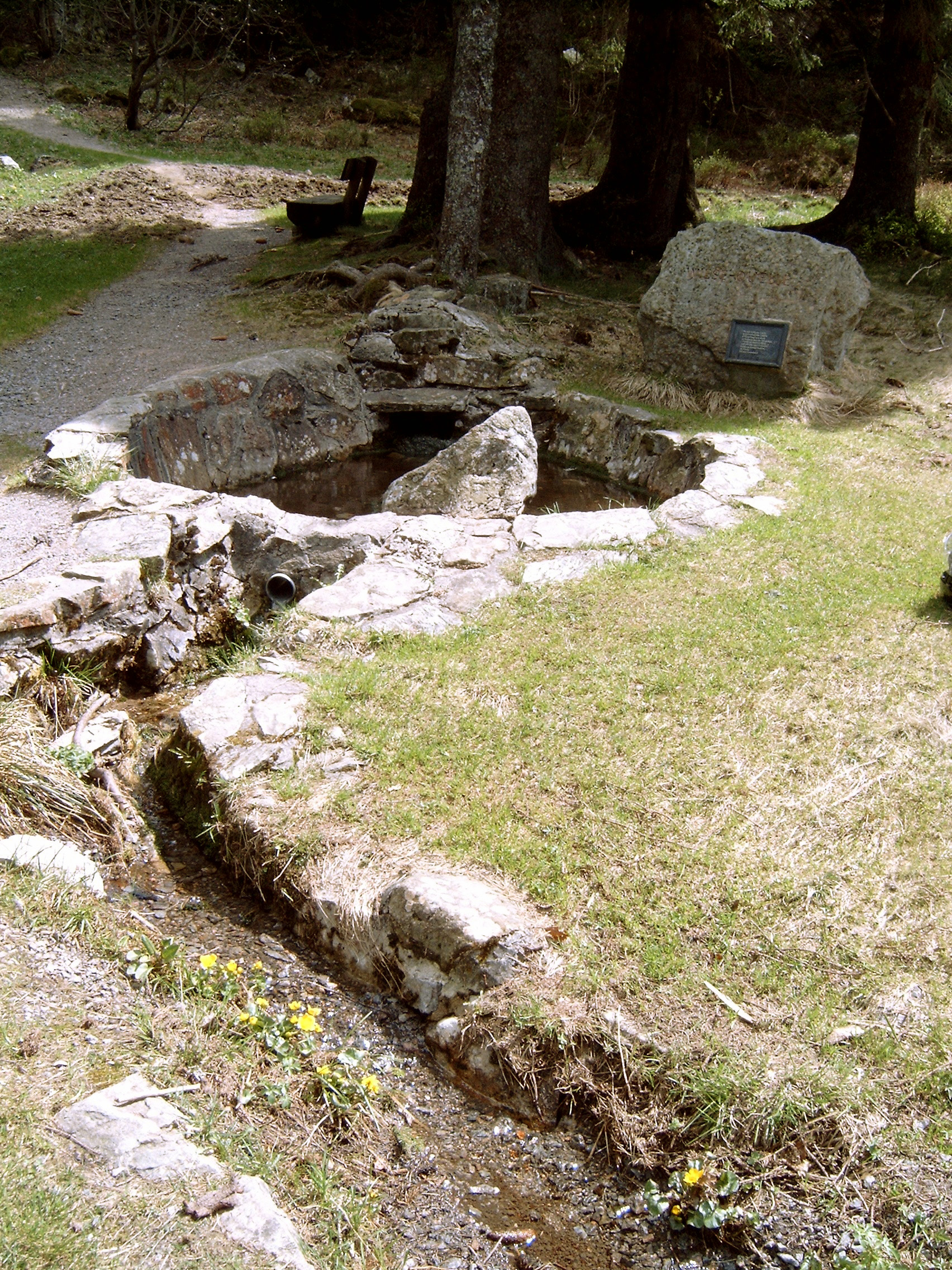
Nacimiento del Wiese.

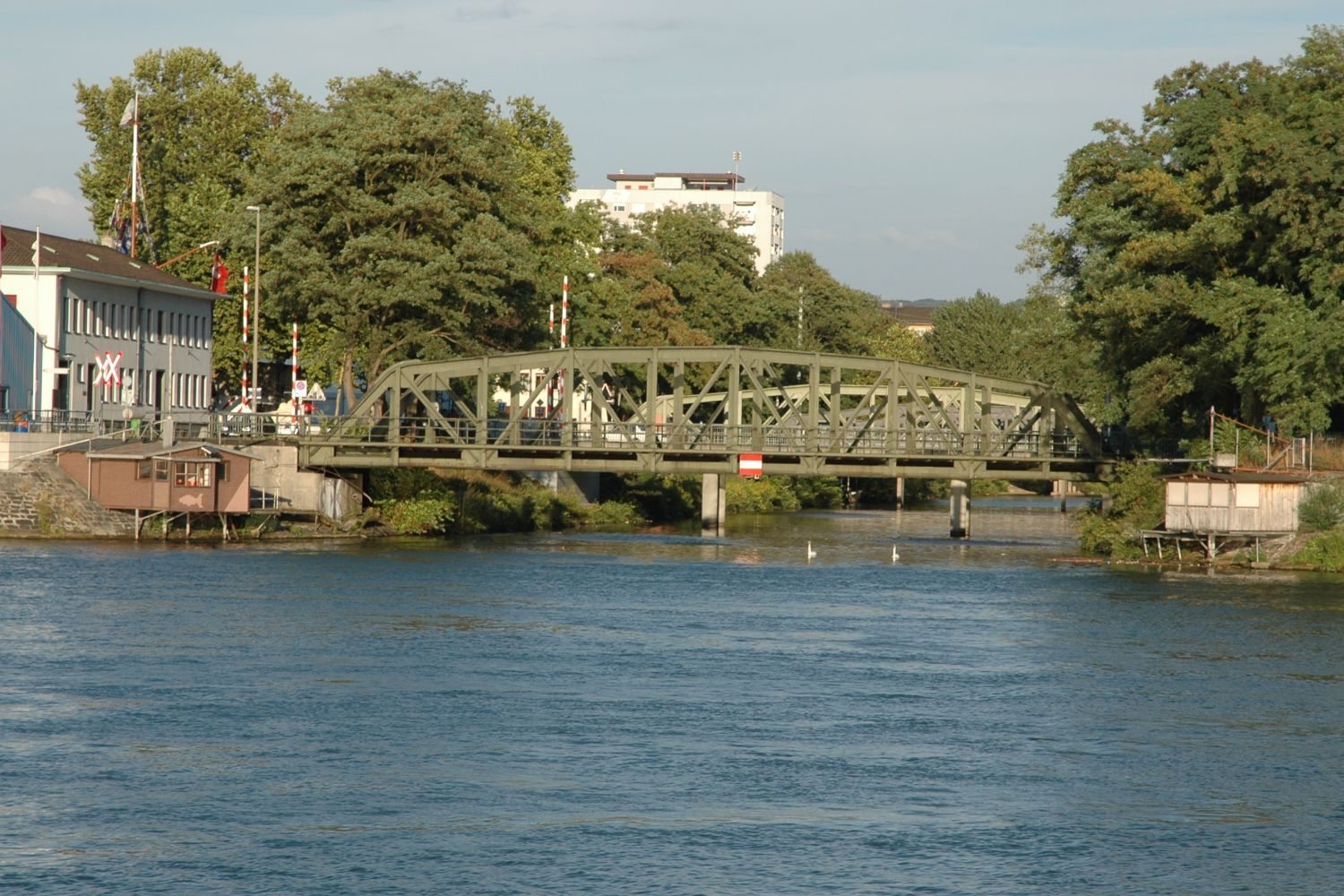
El Wiese desemboca en el Rin al norte de Basilea.